# Noma (Floride)
Pour les articles homonymes, voir Noma.
Noma est une ville américaine située dans le comté de Holmes en Floride.

## Démographie
| 1980 | 1990 | 2000 | 2010 | - | - |
| ---- | ---- | ---- | ---- | - | - |
| 113  | 207  | 213  | 211  | - | - |

Selon le recensement de 2010, Noma compte 211 habitants. La municipalité s'étend sur 1,07 milles carrés (2,77 km2).